# M3b
TGOJ Littera M3b var tre stycken ånglok inom Trafikaktiebolaget Grängesberg–Oxelösunds Järnvägar (TGOJ) som var av typen tenderlok. M3b-loken var trecylindriga, s.k trillingar, och arbetade med överhettad ånga och enkel expansion. De levererades ursprungligen till Oxelösund–Flen–Västmanlands Järnväg (OFWJ) år 1929 med individnummer 61-63. De användes för att dra malmtåg mellan Eskilstuna och Oxelösund. Tillverkare var Nydqvist och Holm AB (NOHAB). År 1931 uppgick OFWJ i TGOJ. TGOJ elektrifierades 1953 och ångloken blev överflödiga. M3b-loken avställdes under perioden 1954-56 och blev beredskapslok. Ett lok, individnummer 61, finns bevarad hos Grängesbergsbanornas Järnvägsmuseum (GBBJ). Övriga lok skrotades 1975.

## Tabell för M3b-lokets huvuddata
Värdena i tabellen, utom den indikerade effekten, är hämtade från TGOJ-Ånglok, TGOJ lok och vagnar och Ångloklära. Den indikerade effekten är avrundad till tre siffrors noggrannhet och är beräknad enligt Lokomotivlära och gäller vid den gynnsammaste hastigheten (54,8 km/h) vid en normal rostansträngning. Dragkraften i tabellen är troligtvis beräknad med en förenklad formel i Lokomotivlära. Denna "nominella" dragkraft används för att jämföra olika ånglok med varann och speglar ånglokets dragkraft vid låga hastigheter.
| HUVUDDATA         |                            |            |
| Allmänt           | Axelanordning Lok          | D          |
| Allmänt           | Axelanordning Tender       | 3          |
| Allmänt           | Spårvidd                   | 1435 mm    |
| Hjuldiametrar     | Drivhjul                   | 1350 mm    |
| Hjuldiametrar     | Tenderhjul                 | Okänd      |
| Cylindrar         | Antal                      | 3          |
| Cylindrar         | Diameter                   | 500 mm     |
| Cylindrar         | Slaglängd                  | 660 mm     |
| Cylindrar         | Slidstyrning               | Walschaert |
| Ångans arbetssätt | Typ av ånga                | Överhettad |
| Ångans arbetssätt | Expansion                  | Enkel      |
| Panna             | Rostyta                    | 3,00 m2    |
| Panna             | Eldyta, total              | 148,2 m2   |
| Panna             | Överhettningsyta           | 48,5 m2    |
| Panna             | Ångtryck                   | 13 kg/cm2  |
| Vikter            | Materialvikt Lok           | 65500 kg   |
| Vikter            | Materialvikt Tender        | 17500 kg   |
| Vikter            | Tjänstevikt Lok            | 72000 kg   |
| Vikter            | Tjänstevikt Tender         | 40500 kg   |
| Vikter            | Tjänstevikt Lok+Tender     | 112500 kg  |
| Vikter            | Adhesionsvikt              | 72000 kg   |
| Vikter            | Största axeltryck          | Okänd      |
| Dimensioner       | Hjulbas Lok                | 4950 mm    |
| Dimensioner       | Hjulbas Tender             | Okänd      |
| Dimensioner       | Längd ö buffert Lok+Tender | 17400 mm   |
| Förråd            | Kol                        | 5000 kg    |
| Förråd            | Vatten                     | 18,0 m3    |
| Bromssystem       | Lok                        | Ångbroms   |
| Bromssystem       | Tender och vagnar          | Tryckluft  |
| Prestanda         | Startdragkraft             | 15500 kg   |
| Prestanda         | Största tillåtna hastighet | 60 km/h    |
| Prestanda         | Indikerad effekt           | 1300 ihk   |

## M3b-lokets teoretiska prestanda vid olika hastigheter
Värdena i tabellen är beräknade enligt Lokomotivlära och gäller vid en normal rostansträngning och utan förvärmning av matarvattnet. Med normal rostansträngning menas en påeldning av 500 kg stenkol per kvadratmeter rostyta och timme, där stenkolets värmevärde är 7000 kcal/kg. Vid denna rostansträngning och full belastning förbrukar M3b-loket teoretiskt 1,5 ton stenkol och 8,9 m3 vatten per timme. Dragkrafterna gäller vid lokets drivhjulsperiferi. Blåmarkerade värden kan ej utvecklas fullt ut då pannans ångbildningsförmåga är begränsande vid hastigheter över 13 km/h. Rödmarkerade värden kan ej utvecklas fullt ut då maskinkraften är begränsande vid hastigheter under 13 km/h.
| PRESTANDA VID OLIKA HASTIGHETER |                         |                    |                        |                 |                   |
| Hastighet (km/h)                | Hastighets- förhållande | Varv- tal (varv/s) | Indikerad effekt (ihk) | Verknings- grad | Drag- kraft (ton) |
| PGA MASKINKRAFTEN               |                         |                    |                        |                 |                   |
| 7,6                             |                         | 0,50               | 523                    | 0,900           | 16,6              |
| 15,3                            |                         | 1,00               | 995                    | 0,900           | 15,8              |
| 22,9                            |                         | 1,50               | 1383                   | 0,900           | 14,7              |
| PGA PANNANS ÅNGBILDNINGSFÖRMÅGA |                         |                    |                        |                 |                   |
| 10,7                            | 0,2                     | 0,72               | 804                    | 0,900           | 17,8              |
| 16,4                            | 0,3                     | 1,08               | 925                    | 0,895           | 13,6              |
| 21,9                            | 0,4                     | 1,44               | 1032                   | 0,888           | 11,3              |
| 27,4                            | 0,5                     | 1,79               | 1117                   | 0,882           | 9,7               |
| 32,9                            | 0,6                     | 2,15               | 1182                   | 0,874           | 8,5               |
| 38,4                            | 0,7                     | 2,51               | 1234                   | 0,866           | 7,5               |
| 43,8                            | 0,8                     | 2,87               | 1270                   | 0,857           | 6,7               |
| 49,3                            | 0,9                     | 3,23               | 1294                   | 0,846           | 6,0               |
| 54,8                            | 1,0                     | 3,59               | 1303                   | 0,836           | 5,4               |
| 60,3                            | 1,1                     | 3,95               | 1299                   | 0,823           | 4,8               |

## M3b-lokets teoretiska dragkraftskurva
Dragkraftskurvan är konstruerad med hjälp av data i ovanstående tabell, men med fler närmevärden. Vid hastigheter under 13 km/h begränsas dragkraften av maskinkraften  vid 75% cylinderfyllning (triangelmarkerad kurva). Vid hastigheter över 13 km/h begränsas dragkraften av pannans ångbildningsförmåga (cirkelmarkerad kurva). Vid en maximal friktionskoefficient på 0,20 begränsas dragkraften av adhesionen upp till 15 km/h (bruten linje). Vid mycket gynnsamma adhesionsförhållanden kan ånglok som bäst uppnå en friktionskoefficient på 0,25 utan att börja slira.

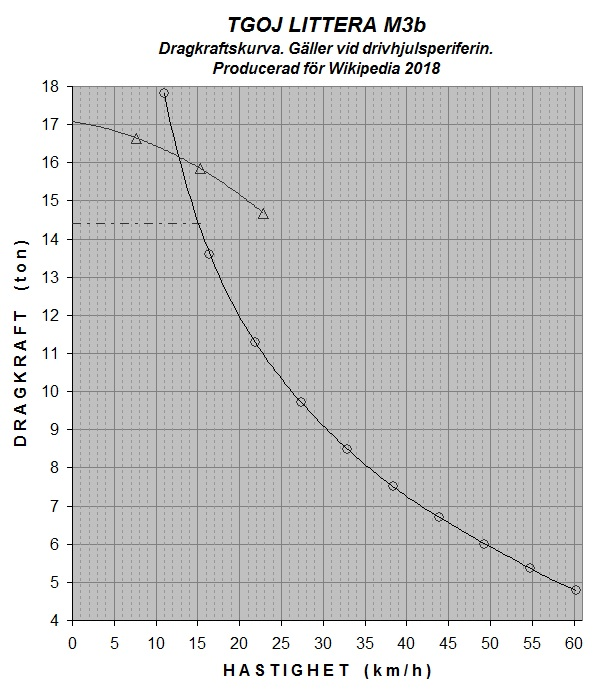
Dragkraftskurva

Enligt dragkraftskurvan kan M3b-loket teoretiskt utveckla 17 tons dragkraft vid det absoluta startögonblicket. För detta krävs en friktionskoefficient på knappt 0,24.   Vid M3b-lokets nominella dragkraft på 15,5 ton krävs en friktionskoefficient på knappt 0,22. Den nominella dragkraften kan utvecklas till drygt 13 km/h. I praktiken brukade järnvägsbolagen, som exempelvis Statens Järnvägar (SJ), sällan räkna med friktionskoefficienter högre än 0,20 när man planerade tidtabeller. På så sätt minskade man risken för slirning. För M3b-loket skulle en maximal friktionskoefficient på 0,20 innebära en  maximal dragkraft på 14,4 ton, d.v.s. 20% av M3b-lokets adhesionsvikt.